# Dizalice i dizala
Dizalice i dizala su naprave ili strojevi za dizanje, premještanje i povlačenje tereta. Dizalice su različite namjene pa se razlikuju po obliku, po sastavnim dijelovima, po složenosti konstrukcije, po broju i vrsti pogonskih mehanizama, vrsti pogona i upravljanja, načinu zahvaćanja tereta i tako dalje.

## Dizalica
Dizalica je naprava ili stroj za dizanje, premještanje i povlačenje tereta. Najstarija naprava za dizanje ili pomicanje tereta jest poluga, s kojom se može s manjom silom podići veći teret, ali je pritom pomak tereta onoliko puta manji koliko je puta teret veći od pogonske sile. Dizalice mogu imati ručni i strojni pogon. Ručni pogon se nalazi samo kod dizalica s rijetkom ili povremenom uporabom, za manje terete i male visine dizanja. Strojni pogon upotrebljava se kod dizalica s učestalom primjenom, za teške terete, velike okomite i vodoravne pomake te za premještanje velikih količina materijala. Danas se najviše primjenjuje električni pogon. Gdje nema u blizini izvora električne energije, primjenjuje se pogon motorom s unutarnjim izgaranjem, uglavnom Dieselovim motorom. U specijalnim slučajevima prikladan je i dizelsko-električni pogon. Prednosti uljnoga hidrauličnog pogona su jednostavnije upravljanje, dobra i stalna regulacija, mekan rad i mnogo manje mase u pokretu. Primarni pokretači hidrauličnog pogona su elektromotor, Dieselov motor i, kod malih dizalica, ručni pogon. Pneumatski pogon primjenjuje se gotovo jedino za stacionarne dizalice malog učinka. Parni pogon je danas praktički napušten. 

## Dizala ili liftovi
Dizala ili liftovi služe za okomiti ili strmi prijevoz osoba i materijala, pa se i dijele na osobna i teretna dizala. Za prijevoz (transport) se koriste otvorene ili zatvorene kabine s mogućnošću zaustavljanja na potrebnom broju stanica. Primjenjuju se u stambenim i poslovnim zgradama, rudnicima, industrijskim postrojenjima, brodovima, na gradilištima i slično. Pogon je uglavnom električni, s pogonskom užnicom i užetima na kojima vise kabina i protuuteg. Za poslovne zgrade iznad 10 katova i stambene zgrade iznad 30 katova koristi se neposredni električni pogon bez reduktora, s brzinama dizanja od 2,5 do 3 m/s a za televizijske tornjeve i do 7 m/s. Za zgrade s manjim brojem katova brzine dizanja su do 2 m/s. Nosivost osobnih dizala u pravilu je od 650 do 2 000 kilograma. Za manje visine dizanja (do približno 20 metara) koristi se i hidraulički pogon, s dizanjem kabine s pomoću hidrauličnog klipa i cilindra, s brzinom dizanja do 0,8 m/s. Dizala su opremljena posebnim uređajima za kočenje kabine koji ju osiguravaju u slučaju puknuća užeta ili prekomjerna povećanja brzine, zatim automatskim uređajima za upravljanje kabinom, za siguran ulazak i izlazak putnika i za usporeno gibanje kabine prilikom polaska i zaustavljanja. Automatski sigurnosni uređaj za zaustavljanje kabine konstruirao je 1852. američki izumitelj Elisha Graves Otis i prikazao njegov rad 1854. tako da je za vrijeme pokusa bio u dizalu. Nakon toga bio je otvoren put izgradnji visokih stambenih i poslovnih zgrada. Prvo dizalo (za 5 osoba) na parni pogon ugradio je u peterokatnicu E. G. Haughwort and Company u New Yorku 1857. Prvo osobno dizalo na električni pogon pušteno je u rad 1889.